# William Miller (canottiere)
William Garfield Miller, detto Bill (Filadelfia, 16 marzo 1905 – Carlisle, maggio 1985), è stato un canottiere statunitense vincitore di due argenti olimpici.

## Biografia
Miller iniziò a praticare il canottaggio con il Penn Barge Club, nel 1928 vinse l'argento quattro senza a Amsterdam 1928 insieme a Charles Karle, George Healis e Ernest Bayer.
Dopo questi Giochi passò al Penn AC, dove cominciò a dedicarsi al singolo, specialità in cui si laureò campione nazionale per quattro anni consecutivi dal 1930 al 1933.
Nel 1932 vinse la sua seconda medaglia d'argento olimpica con il secondo posto nel singolo a Los Angeles 1932.

## Palmarès
- Giochi olimpici

Amsterdam 1928: argento nel quattro senza.
Los Angeles 1932: argento nel singolo.